# Tirosol
Tirosol é um antioxidante fenólico natural presente em uma variedade de fontes natural. A principal fonte n dieta humana é o óleo de oliva. Tirosol é um derivado do álcool fenetílico.
Como um antioxidante, tirosol pode proteger células contra lesões devidas à oxidação.